# Durgawati
Durgawati, também conhecida por Durgaoti ou Durgauti, é uma cidade no distrito de Kaimur, no estado indiano de Bihar. Esta cidade serve como sede para a subdivisão de Durgawati, no distrito de Kaimur. Encontra-se a 30,6 quilómetros, pela estrada, ao norte da cidade de Bhabua, na estrada nacional 19 (antiga NH 2). Durgawati é o centro das rotas de transporte no distrito de Kaimur, ao lado de Mohania.
A cidade está situada nas margens do rio Durgavati, sendo o próprio rio nomeado por causa da cidade.

## Geografia
Durgawati tem uma altitude média de 76 metros, e é dividido em secções. No sul, há um rio chamado Durgavati que funde-se com o rio Karamnasa. Mohania é a central das rotas de transporte no distrito de Kaimur, ao lado da cidade de Mohania. O famoso templo Mundeshawari Devi está situado no distrito de Kaimur. A rota para este templo atravessa Durgawati. O transporte público e os veículos alugados estão disponíveis para o templo Mundeshwari Devi a partir do posto de autocarros no NH-19 ou a estação ferroviária. Nos arredores da cidade, há uma cascata famosa, conhecida por Telhar.

## Clima
O clima de Mohania é caracterizado como clima subtropical húmido, com variações grandes entre temperaturas do verão e do inverno. A temperatura varia entre 22º e 46° C nos verões. Os invernos em Mohania têm variações diurnas muito grandes, com dias quentes e noites frias. O verão seco começa em Abril e dura até Junho, seguido pela estação de monção de Julho a Outubro. As ondas muito frias da região dos Himalaias fazem com que as temperaturas mergulhem pela cidade no inverno de Dezembro a Fevereiro, sendo que temperaturas abaixo de 5° C não são incomuns. O nevoeiro é comum nos invernos, enquanto os ventos secos quentes, chamados loo, sopram nos verões. A precipitação média anual é de 1110 mm.